# Polypetala

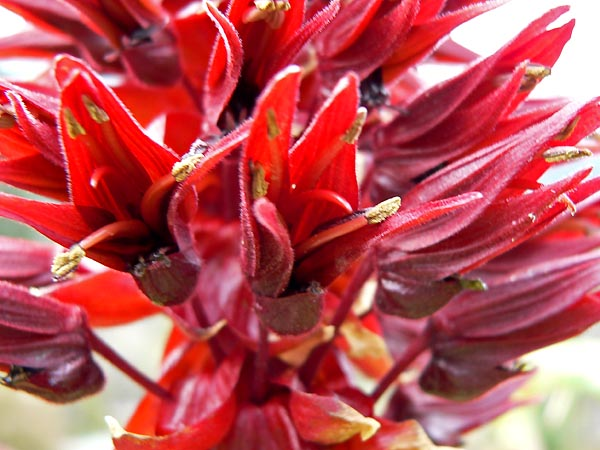
Flores da espécie Melianthus major

Em botânica, segundo o sistema de Linné, polypetala  é uma das três ordens de plantas pertencentes à classe didynamia. 
Apresentam flores hermafroditas com quatro estames livres, sendo dois maiores e dois menores. A caracteristica das plantas desta ordem  é apresentarem  corola com várias pétalas livres desde a base.

## Gêneros
- Melianthus